# ハニー・メロディ
ビリー・"ハニー"・メロディ（Billy "Honey" Mellody、本名：ウィリアム・J・メロディ (William J. Mellody)、1884年1月15日 - 1919年3月15日）は、アメリカ合衆国出身の元プロボクサー。元世界ウェルター級チャンピオン。マサチューセッツ州チャールストンの生まれで“バルバドスの悪魔”ジョー・ウォルコットにも勝利した強打者。

## 略歴
1901年のデビューから10連続KOを飾り、1906年10月16日、ディキシー・キッドの返上した王座をバルバドス・ジョー・ウォルコットと争い判定勝ちで王座奪取。翌1907年4月23日、マイク・サリバンに20回判定負けで王座を失った。

## 通算戦績
56勝（36KO）13敗13引分け13無判定